# حي الجمارك (صنعاء)

تعديل مصدري - تعديل

حي الجمارك أحد أحياء مديرية الوحدة في مدينة صنعاء اليمنية، بلغ عدد سكانه 3897 نسمة حسب التعداد السكاني في اليمن لعام 2004.

## الحارات
| الحارة      | عدد المساكن | عدد الأسر | الذكور | الأناث | الإجمالي |
| ----------- | ----------- | --------- | ------ | ------ | -------- |
| حارة الشرفي | 604         | 584       | 2126   | 1771   | 3897     |
| الإجمالي    | 604         | 584       | 2126   | 1771   | 3897     |